# Chopardminda
Chopardminda is een geslacht van rechtvleugeligen uit de familie veldsprinkhanen (Acrididae). De wetenschappelijke naam van dit geslacht is voor het eerst geldig gepubliceerd in 1941 door Morales-Agacino.

## Soorten
Het geslacht Chopardminda  is monotypisch en omvat slechts de volgende soort:
- Chopardminda canariensis (Morales-Agacino, 1941)